# Liste des fontaines du 15e arrondissement de Paris

Cet article recense les fontaines du 15e arrondissement de Paris, en France.

## Statistiques
Aucune fontaine n'est protégée au titre des monuments historiques : 

## Liste
| Fontaine                                      | Localisation                                                 | Coordonnées                 | Auteur(s) | Date      | Illus. |
| --------------------------------------------- | ------------------------------------------------------------ | --------------------------- | --- | --------- | ------ |
| Fontaine du passage Aristide Maillol          | 103 rue Falguière                                            | 48° 50′ 17″ N, 2° 18′ 40″ E | Michel de Sablet | 1984      |        |
| Fontaine Béla-Bartók                          | Square Béla-Bartók                                           | 48° 51′ 04″ N, 2° 17′ 08″ E | Jean-Yves Lechevallier | 1981      |        |
| Fontaine Collamarini                          | 88 rue de la Fédération                                      | 48° 51′ 09″ N, 2° 17′ 54″ E | René Collamarini (sculpteur) Pierre Dufau (architecte)                                                                                                 | 1963      |        |
| Colonnes d'eau                                | Parc André-Citroën                                           | 48° 50′ 28″ N, 2° 16′ 29″ E | Patrick Berger (architecte) Jean-Paul Viguier (architecte) Jean-François Jodry (architecte) Allain Provost (paysagiste) Gilles Clément (paysagiste)    | 1992      |        |
| Fontaine du Docteur-Finlay                    | 21 rue du Docteur-Finlay                                     | 48° 51′ 08″ N, 2° 17′ 20″ E | Michel de Sablet | 1980      |        |
| Fontaine de la place Étienne-Pernet           | Place Étienne-Pernet Boulevard Jourdan                       | 48° 50′ 34″ N, 2° 17′ 32″ E | |           |        |
| Fontaine de la Galerie Vaugirard              | Rue Falguière                                                | 48° 50′ 40″ N, 2° 19′ 04″ E | |           |        |
| Fontaine du parc Georges-Brassens             | 36 Rue des Morillons Parc Georges-Brassens                   | 48° 49′ 57″ N, 2° 18′ 02″ E | J.-M. Milliex (architecte) Alexander Ghiulamila (architecte)                                                                                           | 1985      |        |
| La Grenouille de l'hôpital Necker             | 149 rue de Sèvres                                            | 48° 50′ 44″ N, 2° 18′ 53″ E | Alexandra Caron | 2001      |        |
| Fontaine l'île des Hespérides                 | Jardin Atlantique (pont des Cino-Martyrs)                    | 48° 50′ 23″ N, 2° 19′ 08″ E | Jean-Marc Llorca (architecte) François Brun (architecte) Christine Schnitzler (architecte) Michel Pena (paysagiste) Bernard Vie (sculpteur)            | 1994      |        |
| Hommage à Brancusi                            | Impasse Ronsin Hôpital Necker (cour des Départs des convois) | 48° 50′ 40″ N, 2° 18′ 51″ E | François-Xavier Lalanne (sculpteur) | 1984      |        |
| Fontaine des Humidités                        | Jardin Atlantique (salle des Humidités)                      | 48° 50′ 23″ N, 2° 19′ 08″ E | François Brun (architecte) Christine Schnitzler (architecte) Michel Pena (paysagiste)                                                                  | 1994      |        |
| Fontaines du Jardin Alleray-Procession        | Jardin d'Alleray-Procession                                  | 48° 50′ 13″ N, 2° 18′ 32″ E | | 1988      |        |
| Fontaines du Jardin Noir                      | Parc André-Citroën                                           | 48° 50′ 28″ N, 2° 16′ 29″ E | Patrick Berger (architecte) Jean-Paul Viguier (architecte) Jean-François Jodry (architecte) Allain Provost (paysagiste) Gilles Clément (paysagiste)    | 1992      |        |
| Fontaines des Jardins Sériels                 | Parc André-Citroën                                           | 48° 50′ 28″ N, 2° 16′ 29″ E | Patrick Berger (architecte) Jean-Paul Viguier (architecte) Jean-François Jodry (architecte) Allain Provost (paysagiste) Gilles Clément (paysagiste)    | 1992      |        |
| Fontaine des Miroitements                     | Jardin Atlantique (salle des Miroitements)                   | 48° 50′ 23″ N, 2° 19′ 08″ E | François Brun (architecte) Christine Schnitzler (architecte) Michel Pena (paysagiste)                                                                  | 1994      |        |
| Fontaine Modigliani ou fontaine des Polypores | Devant le square Jean-Cocteau                                | 48° 50′ 19″ N, 2° 16′ 49″ E | Jean-Yves Lechevallier | 1981-1983 |        |
| Fontaine Nélaton                              | Rue Nélaton (ministère de l'Intérieur)                       | 48° 51′ 12″ N, 2° 17′ 18″ E | Pierre Dufau (architecte) René Collamarini (sculpteur)                                                                                                 | 1966      |        |
| Fontaine Nymphées                             | Parc André-Citroën                                           | 48° 50′ 28″ N, 2° 16′ 29″ E | Patrick Berger (architecte) Jean-Paul Viguier (architecte) Jean-François Jodry (architecte) Allain Provost (paysagiste) Gilles Clément (paysagiste)    | 1992      |        |
| Fontaine Boule des Périchaux                  | Square des Périchaux Boulevard Lefebvre                      | 48° 49′ 47″ N, 2° 18′ 04″ E | | 1974      |        |
| Fontaine du puits de Grenelle                 | Place Georges-Mulot                                          | 48° 50′ 49″ N, 2° 18′ 36″ E | Jean-Camille Formigé (architecte) Paul Waast (sculpteur) Georges Loiseau-Bailly (sculpteur) Firmin Michelet (sculpteur) Hippolyte Lefèbvre (sculpteur) | 1906      |        |
| Fontaine Saint-Charles                        | Rue Balard Square Saint-Charles                              | 48° 50′ 26″ N, 2° 16′ 41″ E | | 1989      |        |
| Fontaine Saint-Haon                           | 21 rue Balard                                                | 48° 50′ 38″ N, 2° 16′ 39″ E | Aymeric Zublena (sculpteur) | 1991      |        |
| Fontaine Saint-Lambert                        | Square Saint-Lambert Rue Théophraste-Renaudot                | 48° 50′ 32″ N, 2° 17′ 49″ E | Dupuis (architecte) | 1957-1958 |        |
| Fontaine du square Calmette                   | Square du Docteur-Calmette Rue Jean Sicard                   | 48° 49′ 44″ N, 2° 17′ 52″ E | Gilbert Privat (sculpteur) | 1932      |        |
| Fontaine Le Printemps                         | Square du Docteur-Calmette Rue Jean Sicard                   | 48° 49′ 44″ N, 2° 17′ 52″ E | Paul Manaut (sculpteur) Gilbert Privat (sculpteur) | 1932      |        |